# Axel Honneth
Axel Honneth, född 18 juli 1949 i Essen, är en tysk filosof som tillhör Frankfurtskolans tredje generation. Han är professor i filosofi vid Columbia University och var tidigare direktor för Institutet för socialforskning vid Frankfurts universitet.

## Biografi
Åren 1982–1983 forskade Axel Honneth vid  Max-Planck-Institut i Starnberg med Jürgen Habermas som handledare. Honneth avlade 1983 doktorsexamen vid Freie Universität Berlin med avhandlingen Foucault und die Kritische Theorie. Han var 1996–2018 professor i socialfilosofi i Frankfurt. Sedan 2011 är han professor i filosofi vid Columbia University i New York. Honneth har i sin forskning tolkat och kritiserat andra filosofers verk.
Inom social- och moralfilosofi har Honneth bland annat ägnat sig åt frågan: Hur utvecklar den enskilda personen sin identitet som moralisk individ i samhällskontexten? Honneth menar, att den enskilda människan måste få uppleva ett flerdimensionellt erkännande från andra människor för att kunna utveckla en positiv relation till sig själv.